# Lalonde Gordon
Lalonde Keida Gordon (Lowland, 25 novembre 1988) è un velocista trinidadiano, specializzato nei 400 metri piani.

## Palmarès
| Anno | Manifestazione          | Sede           | Evento      | Risultato  | Prestazione | Note                                                       |
| ---- | ----------------------- | -------------- | ----------- | ---------- | ----------- | ---------------------------------------------------------- |
| 2010 | Giochi CAC              | Mayagüez       | 4×400 m     | Bronzo     | 3'04"07     |                                                            |
| 2010 | Giochi del Commonwealth | Delhi          | 400 m piani | Semifinale | 46"33       | Miglior prestazione personale                              |
| 2011 | Campionati CAC          | Mayagüez       | 400 m piani | Finale     | dnf         |                                                            |
| 2011 | Campionati CAC          | Mayagüez       | 4×400 m     | Argento    | 3'01"65     |                                                            |
| 2012 | Mondiali indoor         | Istanbul       | 400 m piani | Batteria   | dq          |                                                            |
| 2012 | Mondiali indoor         | Istanbul       | 4×400 m     | Bronzo     | 3'06"85     | Record nazionale                                           |
| 2012 | Giochi olimpici         | Londra         | 400 m piani | Bronzo     | 44"52       | Miglior prestazione personale                              |
| 2012 | Giochi olimpici         | Londra         | 4×400 m     | Bronzo     | 2'59"40     | Record nazionale                                           |
| 2013 | Campionati CAC          | Morelia        | 200 m piani | Argento    | 20"28       |                                                            |
| 2013 | Mondiali                | Mosca          | 200 m piani | Semifinale | 21"14       |                                                            |
| 2013 | Mondiali                | Mosca          | 4×400 m     | 5º         | 3'01"74     |                                                            |
| 2014 | Mondiali indoor         | Sopot          | 400 m piani | 5º         | 46"39       |                                                            |
| 2014 | World Relays            | Nassau         | 4×400 m     | Bronzo     | 2'58"34     | Record nazionale                                           |
| 2014 | Giochi del Commonwealth | Glasgow        | 400 m piani | Bronzo     | 44"78       | Miglior prestazione personale stagionale                   |
| 2014 | Giochi del Commonwealth | Glasgow        | 4×400 m     | Bronzo     | 3'01"51     |                                                            |
| 2015 | World Relays            | Nassau         | 4×400 m     | 7º         | 3'03"10     |                                                            |
| 2015 | Campionati NACAC        | San José       | 400 m piani | Oro        | 44"89       |                                                            |
| 2015 | Mondiali                | Pechino        | 400 m piani | Semifinale | 44"70       |                                                            |
| 2015 | Mondiali                | Pechino        | 4×400 m     | Argento    | 2'58"20     | Record nazionale                                           |
| 2016 | Mondiali indoor         | Portland       | 400 m piani | 6º         | 47"62       |                                                            |
| 2016 | Mondiali indoor         | Portland       | 4×400 m     | Bronzo     | 3'05"51     | Record nazionale                                           |
| 2016 | Giochi olimpici         | Rio de Janeiro | 400 m piani | Semifinale | 45"13       |                                                            |
| 2016 | Giochi olimpici         | Rio de Janeiro | 4×400 m     | Batteria   | dq          |                                                            |
| 2017 | World Relays            | Nassau         | 4×400 m     | 4º         | 3'03"17     |                                                            |
| 2017 | Mondiali                | Londra         | 400 m piani | Semifinale | 45"20       |                                                            |
| 2017 | Mondiali                | Londra         | 4×400 m     | Oro        | 2'58"12     | Miglior prestazione mondiale stagionale · Record nazionale |
| 2018 | Mondiali indoor         | Birmingham     | 4×400 m     | 4º         | 3'02"52     | Record nazionale                                           |
| 2018 | Giochi del Commonwealth | Gold Coast     | 400 m piani | Batteria   | 49"07       |                                                            |
| 2018 | Giochi del Commonwealth | Gold Coast     | 4×400 m     | 4º         | 3'02"85     |                                                            |